# 井上商事
井上商事株式会社（いのうえしょうじ）は、福井県福井市に本社を置き、主に外装建材の製造とエネルギーに関する事業を展開する企業である。

## 沿革
- 1947年 - 創業。丸善商会を創設。
- 1949年 - 株式会社丸善商会に改組。
- 1968年 - 井上商事株式会社を設立。
- 2000年 - シルバーラインを商標登録。

## 関連会社
- 井上流通サービス株式会社
- 福井アサノコンクリート株式会社